# Рак статевого члена
Рак статевого члена — нечасте злоякісне захворювання статевого члена. Найчастішою формою його (більш ніж 95 % випадків) є плоскоклітинна карцинома.

## Частота
Частота захворювання коливається від 0,1 до 7,9 випадків на 100 000 чоловіків. У Європі його частота становить 0,1-0,9, а в США — 0,7-0,9 випадків на 100 000 осіб чоловічої статі. У деяких районах Азії, Африки та Південної Америки захворюваність зростає до 19 випадків на 100 000 чоловіків (рак статевого члена становить 10-20 % випадків раку в чоловіків). Важливими чинниками, пов'язаними із раком статевого члена, є соціальні та культурні особливості. 44-90 % хворих страждають від фімозу — окрім того задокументовано взаємозв'язок між раком статевого члена та вірусом папіломи людини.
За даними станом на 2005 рік, у спеціалізованих центрах досягнуто 5-річного виживання на рівні 91 % (94 % в пацієнтів з неураженими лімфовузлами, 80 % — у хворих з поширенням у пахові лімфовузли та 38,4 % — у пацієнтів з ураженням тазових лімфовузлів).

## Діагностика
Вважають, що раку статевого члена може передувати еритроплазія Кейра.
Для встановлення раціонального діагностичного підходу до раку статевого члена при надходженні та під час подальшого спостереження, слід брати до уваги стадію первинної пухлини, регіонарних лімфовузлів та віддалених метастазів. У пацієнтів із підозрілим утвором статевого члена слід провести ретельне фізикальне обстеження, що має включати огляд первинної пухлини, а також пахових ділянок із пальпацією лімфовузлів. Перед прийняттям рішення про метод лікування слід підтвердити діагноз за допомогою цитологічного або гістологічного дослідження.

## Лікування
При раку статевого члена успішність лікування залежить від адекватного лікування первинної пухлини та стану лімфовузлів. Доведено, що лімфаденектомія є ефективним методом лікування пацієнтів з ураженими лімфовузлами, однак це втручання пов'язане з дуже високим (30-50 %) рівнем рецидивування навіть при сучасних модифікованих техніках операції.
Раціональне застосування лімфаденектомії вимагає ретельного обстеження пахових ділянок та знання прогностичних факторів щодо ураження лімфовузлів.
Згідно з групами ризику рекомендується проведення спостереження у групі низького ризику та лімфаденектомія — у групі високого ризику. У групі ризику середнього ступеня рішення залежить від наявності судинного чи лімфатичного поширення та типу росту. Біопсія регіонарних до пухлини лімфовузлів може дати показання до лімфаденектомії.

### Комбіноване лікування
У пацієнтів, у яких при початковому огляді виявляють первинну пухлину та уражені лімфовузли треба проводити комплексне лікування. У хворих із наявністю ураження тазових лімфовузлів при поступленні спочатку можна провести індукційну хімієтерапію, згодом при показах залежно від реакції пухлини — радикальну операцію або променеву терапію.

### Технічні аспекти
При виборі методу консервативного лікування первинної пухлини більшу роль відіграє простота втручання, пов'язані з ним побічні ефекти та персональний досвід хірурга, ніж інші фактори. Перед проведенням брахіотерапії слід провести кругове висічення листків крайньої плоті.
Під час часткової ампутації необхідно проводити резекцію в межах 2 см здорових тканин для досягнення макроскопічно вільних від пухлини країв. Це важливо зробити з патологоанатомічним контролем.
Радикальна пахова лімфаденектомія повинна проводитися в наступних анатомічних межах: пахова зв'язка, привідний м'яз, кравцевий м'яз та стегнові артерія і вена, як дно ділянки резекції.
«Модифікована» пахова лімфаденектомія передбачає збереження підшкірних вен і зменшення країв резекції на 1-2 см по зовнішньому та нижньому краю.
Тазова лімфаденектомія включає видалення зовнішнього клубового та клубово-затульного лімфатичних ланцюгів.

### Хімієтерапія
Режим хімієтерапії слід узгодити з онкологом. 
- Індукційна хімієтерапія — 3-4 курси цисплатину та 5-фторурацилу з відповідними дозами та частотою введення;
- Ад'ювантна хімієтерапія — достатньо 2 курсів цисплатину та 5-фторурацилу або 12 тижневих курсів вінкристину, метотрексату та блеоміцину в амбулаторних умовах.

## Якість життя
Під час прийняття рішення про метод лікування слід враховувати вік пацієнта, ступінь його активності, соціо-економічний статус, сексуальну функцію, мотивацію та хворобливість від різних операцій.

## Спостереження за пацієнтами
Рак статевого члена — одна із небагатьох солідних пухлин, при якій лімфаденектомія може забезпечити високий відсоток видужання навіть при ураженні лімфовузлів. Урологи постійно зустрічаються з дилемою досягнення ідеального балансу між зниженням побічних ефектів від лікування з одного боку та досягненням задовільного контролю захворювання — з другого. З цього погляду спостереження за пацієнтами особливо важливе для досягнення однакового рівня виживання при проведенні як ранньої, так і відтермінованої лімфаденектомії. Стратегія та інтервали між візитами до лікаря для обстеження прямо залежать від виду початкового лікування первинної пухлини та регіонарних лімфовузлів. 